# Chiatta

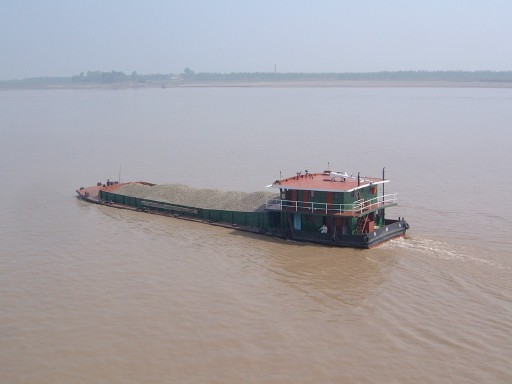
Una chiatta a motore trasporta sabbia nei pressi di Wuhan, in Cina.

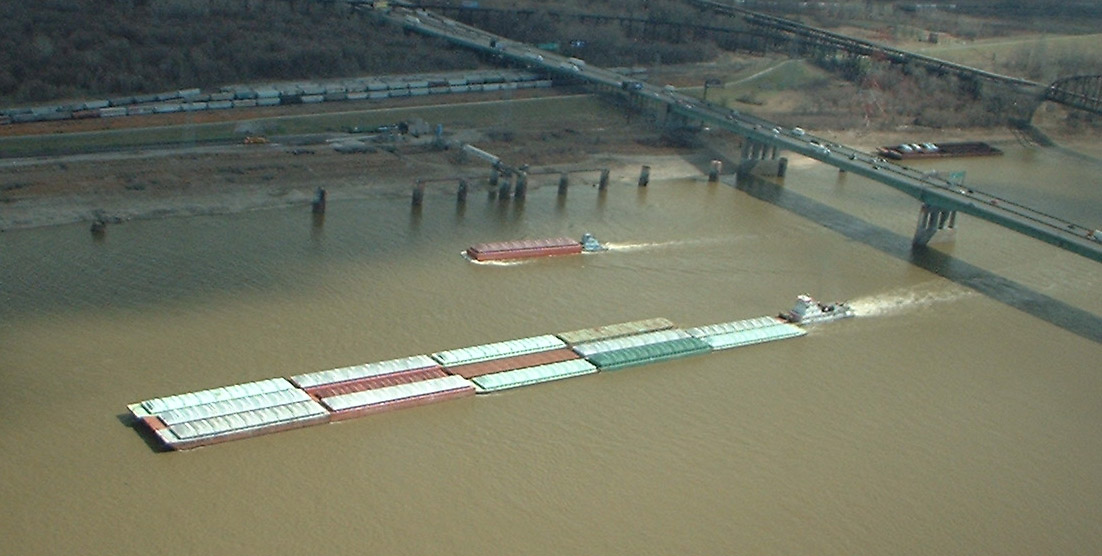
Le chiatte prive di un motore proprio navigano spinte da spintori.

Una chiatta è un galleggiante o una grossa zattera, di forma rettangolare e realizzata in legname o metallo, originariamente priva di motori e talora fornita di vele.

## Usi
Generalmente è utilizzata per brevi percorsi come traversate di fiumi, canali e stretti o per trasporto merci (spesso materiali sciolti come terra, legname o rifiuti) oppure ancora come navetta per pendolari e turisti.